# Lindra crassa
Lindra crassa är en svampart som först beskrevs av Jan Kohlmeyer, och fick sitt nu gällande namn av Kohlm. & Volkm.-Kohlm. 1991. Lindra crassa ingår i släktet Lindra och familjen Lulworthiaceae.   Inga underarter finns listade i Catalogue of Life.